# Molophilus (Molophilus) subappressus
Molophilus (Molophilus) subappressus is een tweevleugelige uit de familie steltmuggen (Limoniidae). De soort komt voor in het Neotropisch gebied.